# Hwaseongstadion
Het Hwaseongstadion  (Koreaans: 화성종합경기타운) is een multifunctioneel stadion in Hwaseong, een stad in Zuid-Korea. 
Het stadion wordt vooral gebruikt voor voetbalwedstrijden, de voetbalclub Hwaseong FC maakt gebruik van dit stadion. Het werd tevens gebruikt voor voetbalwedstrijden op de Aziatische Spelen van 2014. In het stadion is plaats voor 35.270 toeschouwers. Het stadion werd gebouwd tussen 2009 en 2011 en geopend op 1 oktober 2011. Het stadion maakt deel uit van een groter sportcomplex. 